# Butterscotch
Butterscotch é um tipo de confeito cujos principais ingredientes são açúcar mascavo e manteiga, mas outros ingredientes são utilizados na preparação de algumas receitas, tais como xarope de milho, creme de leite, baunilha e sal. As receitas antiga mais conhecidas, que datam do século XIX, são da cidade de Yorkshire e usavam melado como substituição ou adição ao açúcar.
Uma das formas mais famosas de butterscotch era feita em Doncaster, na Inglaterra, com doces vendidos em latas e se tornaram um dos alimentos tipo exportação mais populares da região. Ela se tornou famosa em 1851, quando a rainha Vitória do Reino Unido foi presenteada com uma lata dos doces quando visitou a cidade. Molho de butterscotch, feito com a receita derretida em nata, é utilizada como uma cobertura de sorvete (principalmente sundaes).

## Etimologia
Há diversas teorias no que diz respeito ao nome e a origem desse tipo de confeitaria, mas nenhuma delas é verdadeiramente conclusiva. Uma explicação é o significado "cortar" ou "marcar" para a palavra "scotch", já que o doce precisa ser cortado em pedaços, ou "scotched", antes de endurecer. Outra ideia sugerida é que surgiu de uma associação com "Scotland" (Escócia). Também é possível que scotch tenha surgido da palavra scorch, "queimar".
Em 1855, o "Glossário de Termos de Yorskshire" (Glossary of Yorkshire Words), de F.K. Robinson, definia o butterscotch como uma "bala de melado com uma amálgama de manteiga dentro".

## História

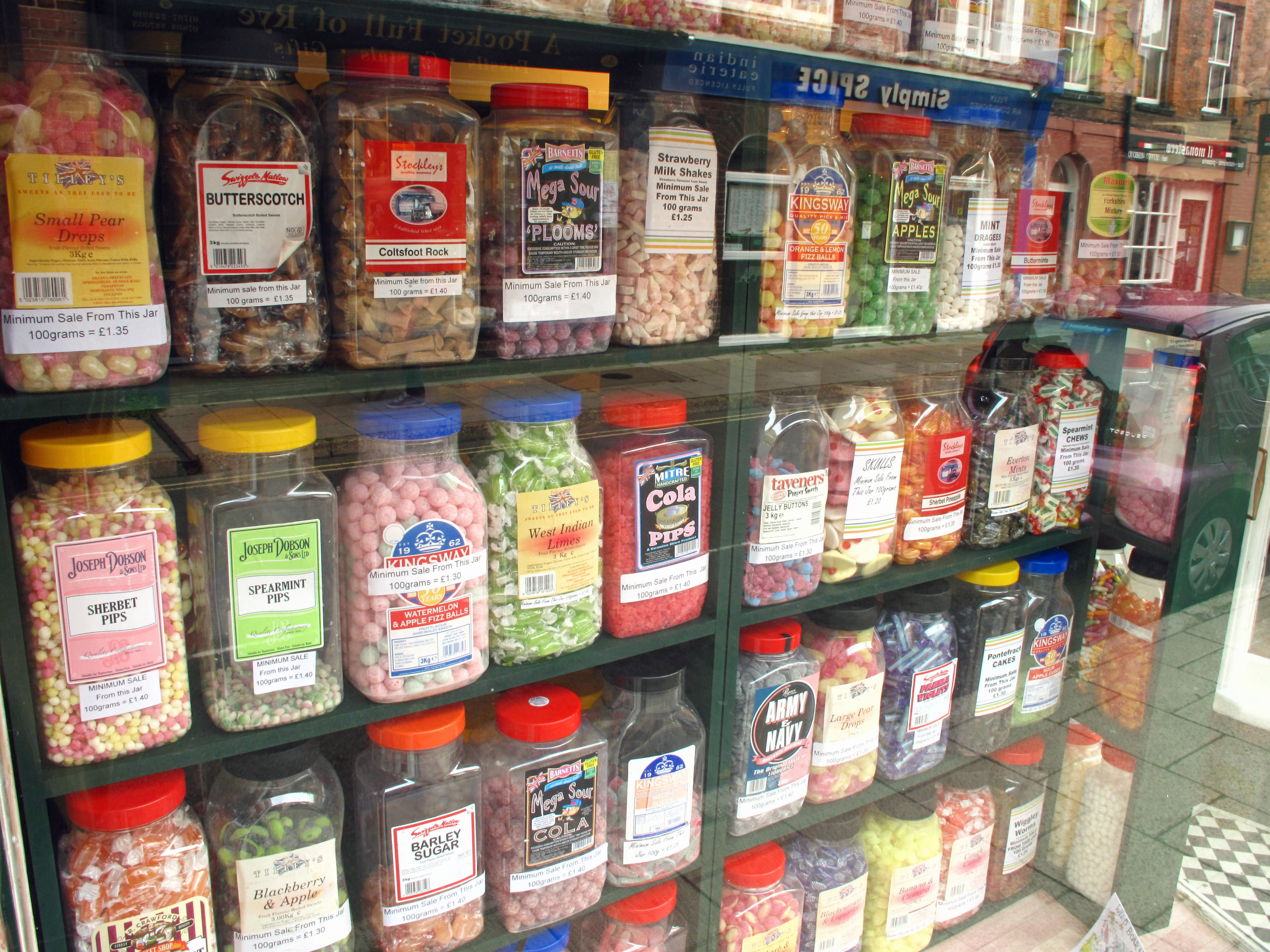
Caramelo doces (linha superior segundo a partir da esquerda), vendido em uma loja no Centeio, East Sussex, Inglaterra

As primeiras menções da confeitaria a associam com a cidade de Doncaster, em Yorkshire. Uma edição de 1848 do jornal Liverpool Mercury descreve uma receita para "butterscotch de Doncaster" como "uma libra de manteiga, uma libra de açúcar e um quarto de libra de melado, fervidos todos juntos" (450, 450 e 110 gramas, respectivamente).
Por volta da metade do século XIX, o butterscotch de Doncaster já era vendido comercialmente e distribuído para outros lugares do condado de Yorkshire por meio de filiais de confeitarias. A receita vendido pela confeitaria Parkinson's, ativa até os dias atuais, passou a ser vendido como "Butterscotch Real de Doncaster", e foi presenteado para Princesa Isabel II do Reino Unido, então a Duquesa de Edimburgo, em 1948, e Ana, Princesa Real, em 2007.
Entre o final do século XIX e o início do século XX, o doce britânico se tornou popular nos Estados Unidos.

## Molho
Molho de butterscotch é feito de açúcar mascavo, cozido entre os 110 e os 120 °C e misturado com manteiga e creme de leite.